# Sultan Qaboos University
La Sultan Qaboos University (SQU), (en arabe : جامعة السلطان قابوس,), est la première et la plus importante université du Sultanat d'Oman.

## Histoire
En 1980, le jour de la Fête nationale qui commémorait le 10e anniversaire de son accession au trône, le sultan annonça la création d'une université.  
Les travaux de l’université ont commencé en 1982 et les premiers étudiants ont été inscrits en 1986. 
L’université est également classée numéro 10 dans le classement QS de la région arabe 2019, et également placée dans la tranche 151-200 dans le classement QS Subject Matter.